# Rhynchocinetes serratus
Rhynchocinetes serratus is een garnalensoort uit de familie van de Rhynchocinetidae. De wetenschappelijke naam van de soort is voor het eerst geldig gepubliceerd in 1837 door H.Milne Edwards.